# Gerichtsbezirk Sankt Leonhard in Windischbühel
[[Kategorie:Ehemaliger Gerichtsbezirk ({{{Bundesland}}})]]
Der Gerichtsbezirk Sankt Leonhard in Windischbühel (slowenisch: sodni okraj Sveti Lenart v Slovenskih Goricah) war ein dem Bezirksgericht Sankt Leonhard in Windischbühel unterstehender Gerichtsbezirk im Herzogtum Steiermark. Er umfasste Teile des politischen Bezirks Marburg (Maribor) und wurde 1919 dem Königreich Jugoslawien zugeschlagen.

## Geschichte
Der Gerichtsbezirk Sankt Leonhard in Windischbühel wurde durch eine 1849 beschlossene Kundmachung der Landes-Gerichts-Einführungs-Kommission geschaffen und umfasste ursprünglich die 45 Gemeinden Andrezen, Benedicten, Dreifaltigkeit, Dreikönig, Götsch, Jablanach, Kirchberg, Kremberg, Ledineg, Mallenberg, Meichendorf, Mittergasterei, Oberburgstall, Oberhanau, Oberscheriafzen, Oberschweindorf, Oberwellitschen, Oberwurz, Oßegg, Partin, Ragosnitz, Rothschützen, Rothschützen, Samarka, Schikarzen, Schiltern, Schitanzen, Schützen, Selzaberg, Smolinzen, St. Georgen, St. Leonhard, Suppetinzen, Triebein, Tronkau, Tschaga, Tschermlenscheg, Unterburgstall, Untergasterei, Unterscheriafzen, Unterwellitschen, Wintersbach, Wisch, Wranga und Zoggendorf.
Der Gerichtsbezirk Sankt Leonhard in Windischbühel bildete im Zuge der Trennung der politischen von der judikativen Verwaltung
ab 1868 gemeinsam mit den Gerichtsbezirken Marburg (Maribor), ohne die Stadt Marburg, und Windischfeistritz (Slovenska Bistrica) den Bezirk Marburg (Maribor).
Durch die Grenzbestimmungen des am 10. September 1919 abgeschlossenen Vertrages von Saint-Germain wurde der Gerichtsbezirk zur Gänze dem Königreich Jugoslawien zugeschlagen.

## Bevölkerung
Der Gerichtsbezirk Sankt Leonhard in Windischbühel wies 1890 eine anwesende Bevölkerung von 18.084 Personen auf, wobei 17.418 Menschen Slowenisch und 563 Menschen Deutsch als Umgangssprache angaben.
1910 wurden für den Gerichtsbezirk 17.676 Personen ausgewiesen, von denen 17.038 Slowenisch (96,4 %) und 516 Deutsch (2,9 %) sprachen.
Mehr als die Hälfte der deutschsprachigen Minderheit lebte 1910 in Sankt Leonhard in Windischbühel. Sie war auch die einzige Gemeinde, in der die Deutschsprachigen eine Mehrheit der Bevölkerung stellte.

## Gerichtssprengel
Der Gerichtssprengel Sankt Leonhard in Windischbühel umfasste im Jahr 1910 kurz vor seiner Auflösung die 44 Gemeinden Andrenci (Andrenzen), Biš (Wisch), Brengova (Wranga), Čagona (Tschaga), Čermlenšak (Tschermlenscheg), Cogetinci (Zoggendorf), Drvanje (Triebein), Gočova (Götsch), Ihova (Meichendorf), Jablance (Jablanach), Korena (Wurz), Kremberg, Ledinek (Ledineg), Malna (Mallenberg), Osek (Gemeinde Sveta Trojica v Slovenskih goricah) (Osseg), Partinje (Partin), Ragoznica (Ragosnitz), Selce (Selzaberg), Senarska (Heudorf), Šetarova (Schiltern-Radach), Smolinci (Smolinzen), Spodnja Veličina (Unterwellitschen), Spodnji Gasteraj (Untergasterei), Spodnji Porčič (Unterburgstall), Spodnji Žerjavci (Unterscheriafzen), Srednji Gasteraj (Mittergasterei), Sveta Trije Kralji v Slovenskih Goricah (Heiligendreikönig in Windischbüheln), Sveta Trojica v Slovenskih goricah (Heiligendreifaltigkeit in Windischbüheln), Sveti Anton v Slovenskih Goricah (Sankt Anton in Windischbüheln), Sveti Benedikt v Slovenskih Goricah (Sankt Benedikten in Windischbüheln), Sveti Jurij v Slovenskih goricah (Sankt Georgen in Windischbüheln), Sveti Lenart v Slovenskih Goricah (Sankt Leonhard in Windischbüheln), Trotkova (Tronkau), Verjane (Hanau), Zamarkova (Samarko), Zgornja Ročica (Oberrothschütz), Zgornja Veličina (Oberwellitschen), Zgornji Porčič (Oberburgstall), Zgornji Žerjavci (Oberscheriafzen), Žice (Schützen), Žikarci (Schikarzen), Zimica (Wintersbach), Žitence (Schittanzen) und Župetinci (Supetinzen).